# Bromeliohyla
Bromeliohyla és un gènere de granotes de la família dels hílids que es troba a les àrees tropicals de Mèxic, Belize, Guatemala i el nord d'Hondures.

## Taxonomia
| Nom binomial              | Autor           |
| ------------------------- | --------------- |
| Bromeliohyla bromeliacia  | (Schmidt, 1933) |
| Bromeliohyla dendroscarta | (Taylor, 1940)  |